# Lucknow Metro Rail Corporation
Lucknow Metro Rail Corporation Limited (LMRC), est une société d'État qui exploite le métro de Lucknow à Lucknow en Uttar Pradesh (Inde). 
La société emménage dans son nouveau siège social à Vipin Khand, Gomti Nagar en 2015, l'ancien siège est basé à Janpath à Hazratganj.

## Histoire
En 2013, le gouvernement de l'Uttar Pradesh crée le Lucknow Metro Rail Corporation Limited en tant qu'organisme spécialisé dans la construction et l'exploitation du métro de Lucknow,.
La formation du LMRC a été formellement approuvée par le cabinet du gouvernement de l'Uttar Pradesh en juin 2013.
Le Fonds commun de créances a été constitué en vertu de la loi de 1956 sur les sociétés, le 25 novembre 2013, et le certificat a été mis en service le 24 décembre 2013. Le capital autorisé de la société a été fixé à 2 000 milliards de crore (312 millions de dollars).
En 2016, afin d'accélérer les procédures de dédouanement pour le Lucknow Metro, le LMRC devient une coentreprise à moitié-moitié entre le gouvernement de l'Inde et le gouvernement de l'Uttar Pradesh. En conséquence, le conseil d'administration de la LMRC est reconstitué avec cinq directeurs désignés et nommés par le gouvernement de l'Inde et le gouvernement de l'Uttar Pradesh, à l'exception des trois directeurs à plein temps. En outre, le secrétaire en chef de l'Uttar Pradesh a été remplacé par le secrétaire du développement urbain de l'Union comme président d'office de la LMRC.

## Services
En plus d'exploiter le Lucknow Metro, le LMRC fournit également des services de conseil pour des projets de métro dans l'Uttar Pradesh. Le LMRC, en association avec RITES, a préparé des rapports détaillés de projet (DPRs) pour la construction de métro dans d'autres villes de l'Uttar Pradesh. Le LMRC travaille également comme consultant intérimaire pour la mise en œuvre des projets Kanpur Metro et Varanasi Metro.